# Questprobe Featuring Spider-Man
Questprobe Featuring Spider-Man (с англ. — «Questprobe с участием Человека-паука») — компьютерная игра, третья часть из трилогии графического приключения с участием персонажей Marvel Comics.

## Разработка и выпуск
Игра была разработана Скоттом Адамсом и выпущена студией Adventure International в 1984 году для Atari, Apple II, Commodore 16, ZX Spectrum и Commodore 64. Также в 1984 году компанией Tex-Comp был выпущен сборник под названием Adventure Series 13+ для TI-99/4A.

## Комиксы
Также был выпущен сборник комиксов Questprobe. Изначально планировалась мини-серия из 12 выпусков, однако после третьего выпуска в ноябре 1985 года серия была отменена из-за банкротства Adventure International. История, предназначенная для четвёртого выпуска с участием Людей Икс, была опубликована в Marvel Fanfare #33 в июле 1987 года.
Сюжет комикса «Questprobe» был позже продолжен в серии Quasar.